# The Jesus and Mary Chain
The Jesus and Mary Chain són un grup de rock alternatiu escocès que ha girat sempre entorn de la col·laboració musical entre dos germans, Jim Reid i William Reid. Originaris d'East Kilbride a Escòcia, han publicat nombrosos àlbums, senzills i EP's des de la seva formació el 1984 fins que se separaren el 1999.
El 22 de gener del 2007 van anunciar que tornaven als escenaris, cosa que van fer per primer cop al Festival de Música i Arts de Coachella Valley (Califòrnia), i el juliol del mateix any a Lisboa i al Festival Summercase a Madrid i Barcelona. El seu últim album " Damage and Joy" es va publicar el 2017 (amb un buit de quasi 20 anys des del 1998). El seu darrer concert a Catalunya va ser el 17 de novembre del 2023 a la Sala Apolo de Barcelona, amb un públic amb moltes ganes de veure´ls i que ja es va encarregar de donar-lis la benvinguda amb un "sold-out" com a regal a la prèvia.

## Discografia
- Psychocandy - 1985
- Darklands - 1987
- Automatic - 1989
- Honey's Dead - 1992
- Stoned & Dethroned - 1994
- Munki - 1998
- Damage and Joy - 2017
- Glasgow Eyes - 2024

### Contribucions
Han participat en diverses bandes sonores, com la de les pel·lícules Modern Girls, Some Kind of Wonderful, Earth Girls Are Easy, The Crow, All Over Me, Lost in Translation o One Last Thing..., i sèries com Miami Vice i Beavis and Butt-Head.